# Truespeech
Truespeech — проприетарный аудиокодек, созданный DSP Group. Он предназначен для кодирования голосовых данных на низких битрейтах и внедрения в DSP-чипы.
Truespeech был интегрирован в Windows Media Player, внедрён в FFmpeg, а также используется в возможностях голосового чата Yahoo! Messenger.

## Примечание
1. ↑  FFmpeg список изменений. Архивировано 26 апреля 2012 года.